# Epenwöhrden
Epenwöhrden (plattdeutsch: Epenweuhern/Epenweuern) ist eine Gemeinde im Kreis Dithmarschen in Schleswig-Holstein.

## Geografie

### Lage
Die Gemeinde Epenwöhrden liegt in der Marsch zwischen Meldorf und Heide (Holstein) beidseitig der Bundesstraße 5, wobei der Ortskern westlich der Bundesstraße liegt. Das Katasteramt Meldorf hat ermittelt, dass Epenwöhrden (genauer gesagt das Epenwöhrdenermoor) der Mittelpunkt des Dithmarscher Festlands ist.

### Ortsteile
Die Gemeinde setzt sich aus den Ortsteilen Dehling, Epenwöhrden, Epenwöhrdenerfeld sowie Epenwöhrdenermoor zusammen.

### Nachbargemeinden
Nachbargemeinden sind im Uhrzeigersinn im Norden beginnend die Gemeinden Hemmingstedt und Nordhastedt, die Stadt Meldorf sowie die Gemeinde Nordermeldorf (alle im Kreis Dithmarschen).

## Geschichte
Am 1. April 1934 wurde die Kirchspielslandgemeinde Nordermeldorf aufgelöst. Alle ihre Dorfschaften, Dorfgemeinden und Bauerschaften wurden zu selbständigen Gemeinden/Landgemeinden, so auch Epenwöhrden.

## Politik

### Gemeindevertretung
Bei der Kommunalwahl am 14. Mai 2023 wurden insgesamt elf Sitze vergeben. Diese fielen erneut alle an die Allgemeine bürgerliche Epenwöhrdener Wählergemeinschaft. Die Wahlbeteiligung betrug 52,4 %.

### Wappen

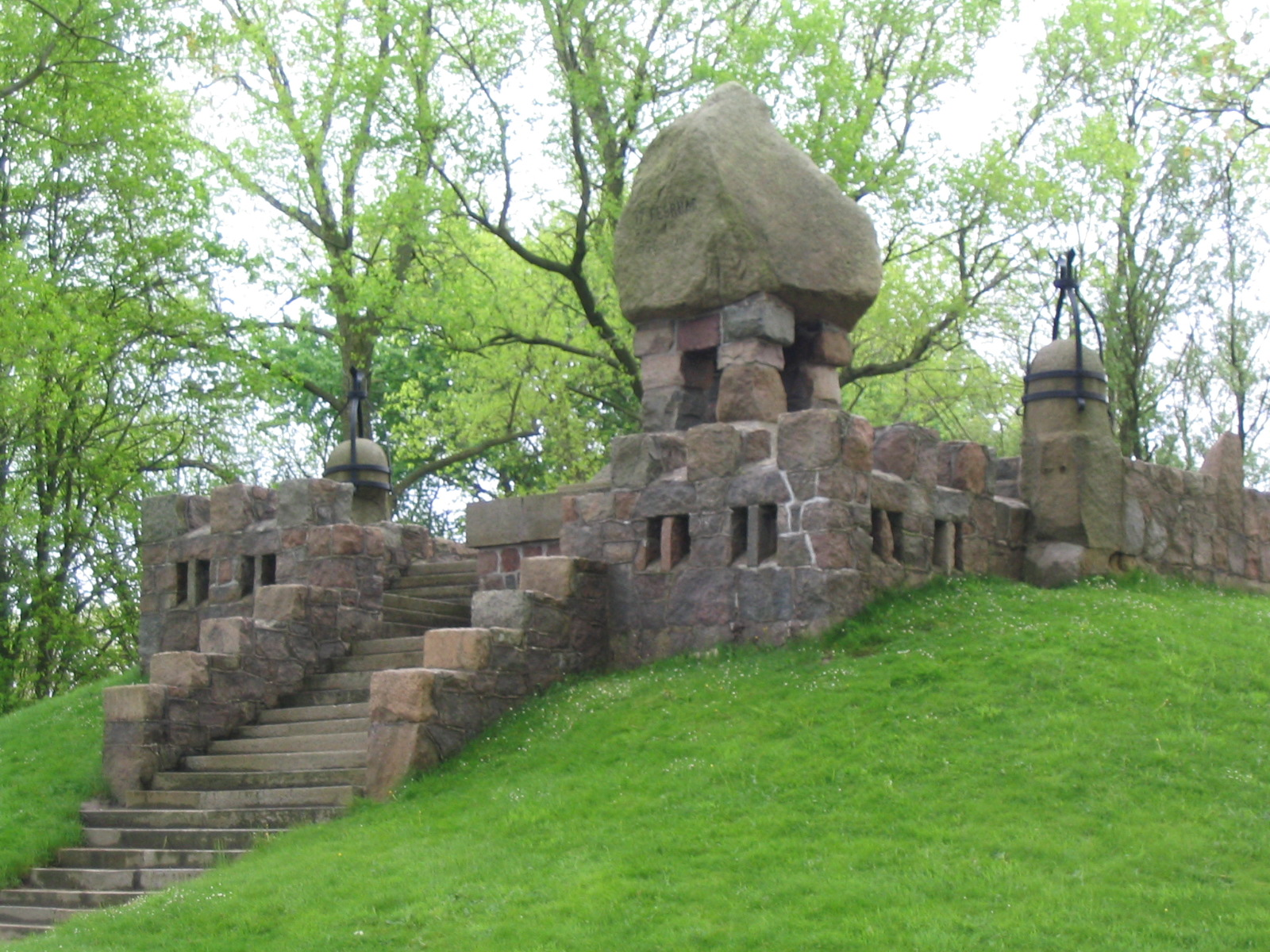
Dusenddüwelswarf

Blasonierung: „In Grün über einem oben breit gezinnten silbernen Schildfuß eine schwebende silberne Steinbrüstung, darüber auf zwei silbernen Säulen ein silberner Findling auf einer schwarzen Platte, rechts und links begleitet von je einer goldenen Ähre.“

### Flagge
Blasonierung: „Auf grünem Flaggentuch die Figuren des Gemeindewappens in flaggengerechter Tinktur.“

## Sehenswürdigkeiten
Dusenddüwelswarf
Im Jahr 1500 verteidigten die Dithmarscher Bauern ihre Freiheit in der Schlacht bei Hemmingstedt gegen die zahlenmäßig weit überlegenen Truppen des dänischen Königs Johann I. und seines Bruders Herzog Friedrich I. von Holstein mit dem Schlachtruf „Wahr di, Garr, de Buer de kumt“ (Gib acht Garde, der Bauer kommt). Ein Gedenkstein, der in Epenwöhrden auf der Dusenddüwelswarf zur 400-Jahr-Feier im Jahre 1900 aufgestellt wurde, erinnert an diesen Sieg.